# Charles Mantelet
Charles Mantelet (París, 10 de noviembre de 1894 - París, 2 de mayo de 1955) fue un ciclista francés, que corrió entre 1917 y el 1930. Su única victòria destacada fue la París-Tours de 1918.

## Palmarés
1914
- 1º en la París-Évreux

1918
- 1º en la París-Tours
- 2º en el Tours-París

1921
- 2º en el Circuito de Champaña

1923
- 2º en el Circuito de París